# Уилсон, Джибрил
Джибрил Доналд Уилсон (англ. Gibril Donald Wilson, 12 ноября 1981, Фритаун, Сьерра-Леоне) — профессиональный футболист, сэйфти. Выступал в НФЛ с 2004 по 2011 год. Победитель Супербоула XLII в составе «Нью-Йорк Джайентс».

## Биография

### Ранние годы и начало карьеры
Джибрил Уилсон родился 12 ноября 1981 года во Фритауне. В возрасте пяти лет он с семьёй переехал в США, вырос в Сан-Хосе. Во время учёбы в школе Оук Гроув Джибрил начал заниматься футболом. В составе команды он играл на позициях ди-бэка и принимающего. В 1999 году Уилсон входил в состав сборной лучших игроков Сан-Хосе по версии газеты Mercury News. Его кумиром в детстве был Ронни Лотт. После окончания школы он два года провёл в Городском колледже Сан-Франциско, затем поступил в университет Теннесси. Два сезона выступал в чемпионате NCAA. 

### Профессиональная карьера
На драфте НФЛ 2004 года Уилсон был выбран в пятом раунде под общим 136 номером клубом «Нью-Йорк Джайентс». В дебютном сезоне он стал игроком стартового состава команды, хотя семь игр пропустил из-за повреждения нерва. Всего в составе «Джайентс» Джибрил провёл четыре сезона. За это время он сыграл за команду пятьдесят два матча в регулярном чемпионате, сделав одиннадцать перехватов, вынудив соперника совершить шесть потерь и подобрав три фамбла. В победном Супербоуле XLII Уилсон сыграл в семидесяти трёх снэпах в защите, больше всех в команде.
Весной 2008 года Уилсон подписал шестилетний контракт на 39 млн долларов с клубом «Окленд Рэйдерс», став одним их самых высокооплачиваемых сэйфти в лиге. Несмотря на усиление, защита «Рэйдерс» в 2008 году выглядела плохо. В феврале 2009 года Джибрил был отчислен из команды. В конце месяца он подписал пятилетний контракт на 27,5 млн долларов с «Майами Долфинс». За команду Уилсон также провёл всего один сезон, не сделав ни одного перехвата и сбив семь передач. После окончания чемпионата «Долфинс» отчислили его.
В 2010 году Уилсон заключил контракт с «Цинциннати Бенгалс». Во время предсезонной игры с «Филадельфией» он получил разрыв крестообразных связок колена и полностью пропустил сезон. Летом 2011 года «Бенгалс» переподписали контракт с ним ещё на год.

#### Статистика выступлений в НФЛ

##### Регулярный чемпионат
| Сезон | Команда            | Игры | Захваты | Захваты | Захваты | Захваты | Захваты | Перехваты | Перехваты | Перехваты | Перехваты | Перехваты | Фамблы | Фамблы | Фамблы | Фамблы |
| Сезон | Команда            | Игры | Solo    | Ast     | Tot     | Loss    | Sk      | Int       | Yds       | Y/R       | TD        | PD        | FR     | Yds    | TD     | FF     |
| ----- | ------------------ | ---- | ------- | ------- | ------- | ------- | ------- | --------- | --------- | --------- | --------- | --------- | ------ | ------ | ------ | ------ |
| 2004  | Нью-Йорк Джайентс  | 8    | 49      | 7       | 56      | 4       | 3,0     | 3         | 39        | 13,0      | 0         | 5         | 0      | 0      | 0      | 1      |
| 2005  | Нью-Йорк Джайентс  | 16   | 92      | 22      | 114     | 4       | 6,0     | 2         | 36        | 18,0      | 0         | 5         | 0      | 0      | 0      | 2      |
| 2006  | Нью-Йорк Джайентс  | 15   | 77      | 26      | 103     | 2       | 0,0     | 2         | 25        | 12,5      | 0         | 10        | 2      | 0      | 0      | 3      |
| 2007  | Нью-Йорк Джайентс  | 13   | 78      | 14      | 92      | 4       | 0,0     | 4         | 12        | 3,0       | 0         | 7         | 1      | 0      | 0      | 0      |
| 2008  | Окленд Рэйдерс     | 16   | 98      | 36      | 134     | 3       | 1,5     | 2         | 5         | 2,5       | 0         | 3         | 3      | 0      | 0      | 1      |
| 2009  | Майами Долфинс     | 16   | 73      | 20      | 93      | 1       | 1,0     | 0         | 0         | 0,0       | 0         | 7         | 0      | 0      | 0      | 0      |
| 2011  | Цинциннати Бенгалс | 16   | 21      | 12      | 33      | 0       | 0,0     | 0         | 0         | 0,0       | 0         | 0         | 1      | 0      | 0      | 1      |
| Всего | Всего              | 100  | 488     | 137     | 625     | 18      | 8,5     | 13        | 117       | 9,0       | 0         | 37        | 7      | 0      | 0      | 8      |

##### Плей-офф
| Сезон | Команда            | Игры | Захваты | Захваты | Захваты | Захваты | Захваты | Перехваты | Перехваты | Перехваты | Перехваты | Перехваты | Фамблы | Фамблы | Фамблы | Фамблы |
| Сезон | Команда            | Игры | Solo    | Ast     | Tot     | Loss    | Sk      | Int       | Yds       | Y/R       | TD        | PD        | FR     | Yds    | TD     | FF     |
| ----- | ------------------ | ---- | ------- | ------- | ------- | ------- | ------- | --------- | --------- | --------- | --------- | --------- | ------ | ------ | ------ | ------ |
| 2005  | Нью-Йорк Джайентс  | 1    | 11      | 4       | 15      | 1       | 0,0     | 0         | 0         | 0,0       | 0         | 1         | 0      | 0      | 0      | 0      |
| 2006  | Нью-Йорк Джайентс  | 1    | 4       | 0       | 4       | 0       | 0,0     | 0         | 0         | 0,0       | 0         | 2         | 0      | 0      | 0      | 0      |
| 2007  | Нью-Йорк Джайентс  | 4    | 15      | 12      | 27      | 0       | 0,0     | 0         | 0         | 0,0       | 0         | 3         | 0      | 0      | 0      | 0      |
| 2011  | Цинциннати Бенгалс | 1    | 1       | 0       | 1       | 0       | 0,0     | 0         | 0         | 0,0       | 0         | 0         | 0      | 0      | 0      | 0      |
| Всего | Всего              | 7    | 31      | 16      | 47      | 1       | 0,0     | 0         | 0         | 0,0       | 0         | 6         | 0      | 0      | 0      | 0      |

### После футбола
После завершения карьеры Уилсон основал компанию Masada Waste Management, занимающуюся переработкой различных видов отходов по контракту с правительством Сьерра-Леоне.